# Chadefaudiomyces indicus
Chadefaudiomyces indicus är en svampart som beskrevs av Kamat, V.G. Rao, A.S. Patil & Ullasa 1974. Chadefaudiomyces indicus ingår i släktet Chadefaudiomyces, ordningen Diaporthales, klassen Sordariomycetes, divisionen sporsäcksvampar och riket svampar.   Inga underarter finns listade i Catalogue of Life.